# Patrick Dempsey
Patrick Galen Dempsey, född 13 januari 1966 i Lewiston i Maine, är en amerikansk skådespelare.
Dempsey är mest känd som Dr. Derek Shepherd i tv-serien Grey's Anatomy. Förutom den serien har han bland annat medverkat i några avsnitt av Will & Grace och Once and Again. Han har varit med i många filmer, bland annat Sweet Home Alabama (2002) med Reese Witherspoon. År 1987 medverkade han i highschoolfilmen Can't Buy Me Love där han spelade en av huvudrollerna.
Dempsey har irländskt påbrå. Han är gift sedan 1999 och har tre barn, Talula (född 2002) och tvillingarna Darby och Sullivan (födda 2007).
Han är också känd för sin racing-karriär. Patrick Dempsey äger ett racingteam.

## Filmografi i urval
- 1987 – Can't Buy Me Love
- 1987 – In the mood
- 1988 – Some Girls
- 1989 – Happy Together
- 1989 – Loverboy
- 1990 – Coupe de ville
- 1991 – Mot maktens höjder
- 1994 – With honors
- 1995 – Outbreak – i farozonen
- 1998 – Jeremiah
- 2000 – Scream 3
- 2000–2001 – Will & Grace (TV-serie) (tre avsnitt)
- 2000–2002 – Once and Again (TV-serie) (fyra avsnitt)
- 2002 – Sweet Home Alabama
- 2004 – Advokaterna (TV-serie) (tre avsnitt)
- 2005–2015 – Grey's Anatomy (TV-serie) (243 avsnitt)
- 2006 – Freedom Writers
- 2007 – Förtrollad
- 2008 – Brudens bäste man
- 2010 – Valentine's Day
- 2011 – Transformers: Dark of the Moon
- 2016 – Bridget Jones's Baby
- 2020 – Devils (TV-serie)
- 2022 – Avförtrollad
- 2023 – Thanksgiving
- 2023 – Ferrari